# Elezioni comunali in Umbria del 2021
Le elezioni comunali in Umbria del 2021 si sono tenute il 3 e 4 ottobre (con ballottaggio il 17 e 18 ottobre).

## Riepilogo sindaci eletti
Coalizione di centro-sinistra
     Commissario prefettizio
| Provincia | Comune            | Popolazione legale (censimento 2021) | Sindaco uscente | Sindaco uscente          | Sindaco eletto | Sindaco eletto           | Primo turno | Primo turno | Secondo turno | Secondo turno | Seggi   |
| Provincia | Comune            | Popolazione legale (censimento 2021) | Sindaco uscente | Sindaco uscente          | Sindaco eletto | Sindaco eletto           | Voti        | %           | Voti          | %             | Seggi   |
| --------- | ----------------- | ------------------------------------ | --------------- | ------------------------ | -------------- | ------------------------ | ----------- | ----------- | ------------- | ------------- | ------- |
| Perugia   | Assisi            | 28 004                               |                 | Stefania Proietti (Ind.) |                | Stefania Proietti (Ind.) | 7 402       | 50,24       | —             | —             | 10 / 16 |
| Perugia   | Città di Castello | 38 657                               |                 | Luciano Bacchetta (PSI)  |                | Luca Secondi (PD)        | 6 931       | 33,63       | 8 077         | 51,40         | 15 / 24 |
| Perugia   | Spoleto           | 36 914                               |                 | Tiziana Tombesi          |                | Andrea Sisti (PD)        | 5 581       | 32,69       | 7 658         | 53,18         | 15 / 24 |

## Provincia di Perugia

### Città di Castello
| Candidati                        | Candidati                          | II turno                           | II turno                           | I turno | I turno | Liste                 | Voti   | %     | Seggi |
| Candidati                        | Candidati                          | Voti                               | %                                  | Voti    | %       | Liste                 | Voti   | %     | Seggi |
| -------------------------------- | ---------------------------------- | ---------------------------------- | ---------------------------------- | ------- | ------- | --------------------- | ------ | ----- | ----- |
|                                  | Luca Secondi ✔️ Sindaco            | 8 077                              | 51,40                              | 6 931   | 33,63   | Partito Democratico   | 3 294  | 17,20 | 8     |
| Socialisti per Città di Castello | Luca Secondi ✔️ Sindaco            | 8 077                              | 51,40                              | 6 931   | 33,63   | 1 831                 | 9,56   | 4     |       |
| Luca Secondi Sindaco             | Luca Secondi ✔️ Sindaco            | 8 077                              | 51,40                              | 6 931   | 33,63   | 1 424                 | 7,44   | 3     |       |
| La Sinistra per Castello         | Luca Secondi ✔️ Sindaco            | 8 077                              | 51,40                              | 6 931   | 33,63   | 387                   | 2,02   | –     |       |
| Totale liste                     | Luca Secondi ✔️ Sindaco            | 8 077                              | 51,40                              | 6 931   | 33,63   | 6 936                 | 36,22  | 15    |       |
|                                  | Luciana Bassini                    | 7 638                              | 48,60                              | 4 850   | 23,53   | Unione Civica Tiferno | 1 737  | 9,07  | 1     |
| Castello Cambia                  | Luciana Bassini                    | 7 638                              | 48,60                              | 4 850   | 23,53   | 1 141                 | 5,96   | 1     |       |
| Sinistra Civica Progressista     | Luciana Bassini                    | 7 638                              | 48,60                              | 4 850   | 23,53   | 734                   | 3,83   | –     |       |
| Movimento 5 Stelle               | Luciana Bassini                    | 7 638                              | 48,60                              | 4 850   | 23,53   | 450                   | 2,35   | –     |       |
| Civici X Città di Castello       | Luciana Bassini                    | 7 638                              | 48,60                              | 4 850   | 23,53   | 349                   | 1,82   | –     |       |
| Seggio di coalizione             | Seggio di coalizione               | Seggio di coalizione               | 48,60                              | 4 850   | 23,53   | 1                     |        |       |       |
| Totale liste                     | Luciana Bassini                    | 7 638                              | 48,60                              | 4 850   | 23,53   | 4 411                 | 23,03  | 2     |       |
|                                  | Roberto Marinelli                  | Roberto Marinelli                  | Roberto Marinelli                  | 4 476   | 21,72   | Lega Salvini          | 2 388  | 12,47 | 1     |
| Marinelli Sindaco                | Roberto Marinelli                  | Roberto Marinelli                  | Roberto Marinelli                  | 4 476   | 21,72   | 1 478                 | 7,72   | 1     |       |
| Autonomi e Partite Iva           | Roberto Marinelli                  | Roberto Marinelli                  | Roberto Marinelli                  | 4 476   | 21,72   | 84                    | 0,44   | –     |       |
| Seggio di coalizione             | Seggio di coalizione               | Seggio di coalizione               | Roberto Marinelli                  | 4 476   | 21,72   | 1                     |        |       |       |
| Totale liste                     | Roberto Marinelli                  | Roberto Marinelli                  | Roberto Marinelli                  | 4 476   | 21,72   | 3 950                 | 20,62  | 2     |       |
|                                  | Giovanni Andrea Lignani Marchesani | Giovanni Andrea Lignani Marchesani | Giovanni Andrea Lignani Marchesani | 4 353   | 21,12   | Fratelli d'Italia     | 2 298  | 12,00 | 2     |
| Forza Italia - Unione di Centro  | Giovanni Andrea Lignani Marchesani | Giovanni Andrea Lignani Marchesani | Giovanni Andrea Lignani Marchesani | 4 353   | 21,12   | 855                   | 4,46   | –     |       |
| Castello Civica                  | Giovanni Andrea Lignani Marchesani | Giovanni Andrea Lignani Marchesani | Giovanni Andrea Lignani Marchesani | 4 353   | 21,12   | 702                   | 3,67   | –     |       |
| Seggio di coalizione             | Seggio di coalizione               | Seggio di coalizione               | Giovanni Andrea Lignani Marchesani | 4 353   | 21,12   | 1                     |        |       |       |
| Totale liste                     | Giovanni Andrea Lignani Marchesani | Giovanni Andrea Lignani Marchesani | Giovanni Andrea Lignani Marchesani | 4 353   | 21,12   | 3 855                 | 20,13  | 2     |       |
| Totale                           | Totale                             | 15 715                             | 100                                | 20 610  | 100     |                       | 19 152 | 100   | 24    |
|                                  |                                    |                                    |                                    |         |         |                       |        |       |       |
| Schede bianche                   | Schede bianche                     | 216                                | 1,32                               | 188     | 0,88    |                       |        |       |       |
| Schede nulle                     | Schede nulle                       | 429                                | 2,62                               | 595     | 2,78    |                       |        |       |       |
| Votanti                          | Votanti                            | 16 360                             | 51,21                              | 21 393  | 66,97   |                       |        |       |       |
| Elettori                         | Elettori                           | 31 946                             |                                    | 31 946  |         |                       |        |       |       |
|                                  |                                    |                                    |                                    |         |         |                       |        |       |       |
| Fonte: Ministero dell'interno    |                                    |                                    |                                    |         |         |                       |        |       |       |

### Spoleto
| Candidati                       | Candidati               | II turno             | II turno            | I turno | I turno | Liste                    | Voti   | %     | Seggi |
| Candidati                       | Candidati               | Voti                 | %                   | Voti    | %       | Liste                    | Voti   | %     | Seggi |
| ------------------------------- | ----------------------- | -------------------- | ------------------- | ------- | ------- | ------------------------ | ------ | ----- | ----- |
|                                 | Andrea Sisti ✔️ Sindaco | 7 658                | 53,18               | 5 581   | 32,69   | Partito Democratico      | 2 154  | 13,27 | 7     |
| Civici X Spoleto                | Andrea Sisti ✔️ Sindaco | 7 658                | 53,18               | 5 581   | 32,69   | 1 463                    | 9,01   | 4     |       |
| Movimento 5 Stelle              | Andrea Sisti ✔️ Sindaco | 7 658                | 53,18               | 5 581   | 32,69   | 664                      | 4,09   | 2     |       |
| Ora Spoleto                     | Andrea Sisti ✔️ Sindaco | 7 658                | 53,18               | 5 581   | 32,69   | 562                      | 3,46   | 1     |       |
| Eleggi Spoleto                  | Andrea Sisti ✔️ Sindaco | 7 658                | 53,18               | 5 581   | 32,69   | 388                      | 2,39   | 1     |       |
| Totale liste                    | Andrea Sisti ✔️ Sindaco | 7 658                | 53,18               | 5 581   | 32,69   | 5 231                    | 32,23  | 15    |       |
|                                 | Sergio Grifoni          | 6 741                | 46,82               | 4 312   | 25,26   | Alleanza Civica          | 1 717  | 10,58 | 2     |
| Fratelli d'Italia               | Sergio Grifoni          | 6 741                | 46,82               | 4 312   | 25,26   | 1 474                    | 9,08   | 1     |       |
| Obiettivo Comune                | Sergio Grifoni          | 6 741                | 46,82               | 4 312   | 25,26   | 779                      | 4,80   | –     |       |
| Seggio di coalizione            | Seggio di coalizione    | Seggio di coalizione | 46,82               | 4 312   | 25,26   | 1                        |        |       |       |
| Totale liste                    | Sergio Grifoni          | 6 741                | 46,82               | 4 312   | 25,26   | 3 970                    | 24,46  | 3     |       |
|                                 | Gianfranco Cintioli     | Gianfranco Cintioli  | Gianfranco Cintioli | 2 188   | 12,82   | Insieme per Spoleto      | 989    | 6,09  | 1     |
| Rinascere                       | Gianfranco Cintioli     | Gianfranco Cintioli  | Gianfranco Cintioli | 2 188   | 12,82   | 599                      | 3,69   | –     |       |
| Difendiamo Spoleto              | Gianfranco Cintioli     | Gianfranco Cintioli  | Gianfranco Cintioli | 2 188   | 12,82   | 427                      | 2,63   | –     |       |
| Spoleto Sì                      | Gianfranco Cintioli     | Gianfranco Cintioli  | Gianfranco Cintioli | 2 188   | 12,82   | 246                      | 1,52   | –     |       |
| Seggio di coalizione            | Seggio di coalizione    | Seggio di coalizione | Gianfranco Cintioli | 2 188   | 12,82   | 1                        |        |       |       |
| Totale liste                    | Gianfranco Cintioli     | Gianfranco Cintioli  | Gianfranco Cintioli | 2 188   | 12,82   | 2 261                    | 13,93  | 1     |       |
|                                 | Maria Elena Bececco     | Maria Elena Bececco  | Maria Elena Bececco | 1 951   | 11,43   | Spoleto Futura           | 996    | 6,14  | –     |
| Forza Italia - Unione di Centro | Maria Elena Bececco     | Maria Elena Bececco  | Maria Elena Bececco | 1 951   | 11,43   | 906                      | 5,58   | –     |       |
| Seggio di coalizione            | Seggio di coalizione    | Seggio di coalizione | Maria Elena Bececco | 1 951   | 11,43   | 1                        |        |       |       |
| Totale liste                    | Maria Elena Bececco     | Maria Elena Bececco  | Maria Elena Bececco | 1 951   | 11,43   | 1 902                    | 11,72  | –     |       |
|                                 | Diego Catanossi         | Diego Catanossi      | Diego Catanossi     | 1 624   | 9,51    | Spoleto 2030             | 1 464  | 9,02  | –     |
| Seggio di coalizione            | Seggio di coalizione    | Seggio di coalizione | Diego Catanossi     | 1 624   | 9,51    | 1                        |        |       |       |
|                                 | Paolo Imbriani          | Paolo Imbriani       | Paolo Imbriani      | 1 278   | 7,49    | Lega Salvini             | 856    | 5,27  | –     |
| Spoleto nel Cuore               | Paolo Imbriani          | Paolo Imbriani       | Paolo Imbriani      | 1 278   | 7,49    | 273                      | 1,68   | –     |       |
| Cambiamo!                       | Paolo Imbriani          | Paolo Imbriani       | Paolo Imbriani      | 1 278   | 7,49    | 156                      | 0,96   | –     |       |
| Seggio di coalizione            | Seggio di coalizione    | Seggio di coalizione | Paolo Imbriani      | 1 278   | 7,49    | 1                        |        |       |       |
| Totale liste                    | Paolo Imbriani          | Paolo Imbriani       | Paolo Imbriani      | 1 278   | 7,49    | 1 285                    | 7,92   | –     |       |
|                                 | Rosario Murro           | Rosario Murro        | Rosario Murro       | 1 278   | 7,49    | Il Popolo della Famiglia | 118    | 0,73  | –     |
| Totale                          | Totale                  | 14 399               | 100                 | 17 073  | 100     |                          | 16 231 | 100   | 24    |
|                                 |                         |                      |                     |         |         |                          |        |       |       |
| Schede bianche                  | Schede bianche          | 90                   | 0,61                | 88      | 0,50    |                          |        |       |       |
| Schede nulle                    | Schede nulle            | 227                  | 1,54                | 522     | 2,95    |                          |        |       |       |
| Votanti                         | Votanti                 | 14 716               | 48,36               | 17 683  | 58,11   |                          |        |       |       |
| Elettori                        | Elettori                | 30 430               |                     | 30 430  |         |                          |        |       |       |
|                                 |                         |                      |                     |         |         |                          |        |       |       |
| Fonte: Ministero dell'interno   |                         |                      |                     |         |         |                          |        |       |       |